# Klara Andrup
Klara Lena Elisabeth Andrup (Goteborg, 28 novembre 1997) è una calciatrice svedese, centrocampista del Napoli.

## Carriera

### Club
Dopo aver vestito la maglia del Kungsbacka DFF e aver debuttato in Division 1, terzo livello del campionato svedese femminile di calcio nel girone Södra Götaland, nel 2013 Andrup, ancora quindicenne, marca una presenza in Coppa di Svezia con l'Hovås Billdal, club nel quale dalla stagione successiva viene inserita in rosa con la squadra titolare disputando l'Elitettan, marcando 20 presenze in campionato e contribuendo a far raggiungere alla sua squadra il 6º posto in classifica.

## Palmarès

### Club
- Campionato svedese di seconda divisione: 1

Kungsbacka DFF: 2018